# Nhà hát Nhân dân Mansudae
Nhà hát Nhân dân Mansudae là một nhà hát nằm gần Hội quán Mansudae ở Bình Nhưỡng, Bắc Triều Tiên. Nó được mở cửa vào năm 2012.